# 郝王庄镇
郝王庄镇，是中华人民共和国山東省德州市武城县下辖的一个乡镇级行政单位。

## 行政区划
郝王庄镇下辖以下地区：
孙明庄社区、大祁庄社区、陈武赵庄社区、吕王庄社区、罗长社区、南邱唐社区、郝东社区、郝西社区、李古寺社区、振兴社区、草屯社区、昌盛社区、庞王社区、玄帝庙社区、孟庄村和御马园村。